# Мохамед-Риза Махдави Кани
Мохамед-Риза Махдави Кани (на персийски: محمدرضا مهدوی کنی) е ирански шиитски духовник, писател и политик, който е изпълняващ длъжността министър-председател на Иран от 2 септември до 29 октомври 1981 г.
Бивш вътрешен министър, министър на правосъдието и ръководител на съвета на експертите.

## Биография

### Ранен живот
Махдави Кани е роден на 25 август 1931 г. в село близо до Техеран. Баща му е аятолах и преподава в училище. След като завършва основно образование в Кан, учи в гимназия Борхан в Техеран. Заминава за Кум през 1947 г., за да учи в религиозно училище. Негови учители са аятолах Рухолах Хомейни, Сеид Хосейн Боруджерди.
Той се завръща в Техеран през 1961 г. за да преподава религиозни науки. По това време, повечето от духовниците участват в протестите срещу Реза Шах Пахлави. Махдави Кани става също част от тези духовници и формира съюз с аятолах Хомейни. Три пъти лежи в затвора.

### Кариера
След смъртта на аятолах Боруджерди, Махдави Кани се връща в Техеран и продължава борбата си срещу режима на Пахлави, нещо, което той започва от 18-годишен, по времето на аятолах Боруджерди. Той е значително по-активен и ефективен в участието си в ислямското движение на Иран, водено от Хомейни. Преди ислямската революция е назначен от Хомейни в революционния съвет, а по-късно заема различни политически и религиозни позиции.
Назначен е за началник на орган, който отговаря за проучвания и екзекуции на цивилни и военни служители от ерата Пахлави.
Служи като министър на вътрешните работи в правителството на Мохамед Али Раджай и в това на Мохамед Джавад Бахонар. Временен премиер от 2 септември 1981 г. до 29 октомври 1981 г. Председател на временния президентски съвет, след убийството на президента Мохамед Али Раджай и премиера Мохамед Джавад Бахонар. Член е на Конституционния съвет по изменение на Иран, назначен от аятолах Хомейни, върховния лидер на Иран, за да направи преглед и изменение на Конституцията на Иран през 1989 г. През 2008 г. е избран за народен представител от Техеран.
Избран е за председател на Съвета на експертите на 8 март 2011 г., след като Али Акбар Хашеми Рафсанджани подава оставка от поста си. През март 2013 г. е преизбран на поста за още две години.

### Смърт
Приет е в болница след инсулт, който го вкарва в кома на 4 юни 2014 г. След повече от пет месеца, умира на 21 октомври 2014 г. на 83-годишна възраст, заобиколен от трите му деца, осем внуци и двама правнуци. Часове след смъртта на Махдави Кани, кабинета съобщава, че погребението му ще се проведе на 23 октомври, а тялото ще бъде положено в храма Шах-Абдул-Азим. Иранският президент Хасан Рухани обявява два дни на траур.